# District de Mahajanga II
Le district de Mahajanga II est un district de la région de Boeny, situé au Nord-Ouest de Madagascar.
Ce district comprend neuf Kaominina urbaines et rurales, sur une surface de 4 568 km2, peuplée par 135 625 habitants.